# 維夫西亞尼基 (傑拉日尼亞區)
49°12′11″N 27°52′50″E / 49.20306°N 27.88056°E
維夫西亞尼基（烏克蘭語：Вівсяники）是位於烏克蘭西部的村莊，由赫梅利尼茨基州裡赫梅利尼茨基區的沃夫科溫齊市鎮負責管轄。該村始建於1514年，面積1.74平方公里，海拔高度346米，2001年人口241，人口密度每平方公里138.43人。